# Velká mešita (Paříž)
Velká mešita v Paříži (francouzsky Grande Mosquée de Paris) je nejstarší mešita ve Francii s 33 m vysokým minaretem. Nachází se v Latinské čtvrti v 5. obvodu v Paříži. Byla otevřena v roce 1926. Od roku 1983 je chráněná jako historická památka. Mešita obsahuje modlitebnu vyzdobenou podle stylů arabského světa, madrasu, knihovnu, konferenční místnost, restauraci, čajovnu, parní lázeň a obchody.

## Historie
První neúspěšný návrh na stavbu mešity podal již v roce 1895 Comité de l'Afrique française (Výbor francouzské Afriky). Rozhodnutí o výstavbě mešity v Paříži, první mešity postavené ve Francii, bylo přijato po první světové válce na památku padlých muslimů, kteří bojovali za Francii. Stavbu financovala Francie na základě zákona z 19. srpna 1920. Bylo vybráno staveniště na místě bývalé nemocnice Pitié. Základní kámen byl položen v roce 1922 a 16. července 1926 proběhlo slavnostní otevření, kterého se zúčastnili francouzský prezident Gaston Doumergue a marocký sultán Mulai Yusuf. Mešita byla postavena v hispano-maurském stylu.

## Současnost
Pařížská mešita slouží jako mateřská mešita francouzských mešit. Od roku 1992 ji vede rektor Dalil Boubaker. Politické napětí mezi Marokem a Alžírskem donutilo marocké muslimy vybudovat si vlastní mešitu v Évry.
Mešita je otevřena turistům po celý rok, s výjimkou prostor určených pro kázání imámů, čtení Koránu, modliteb a meditací vyhrazené pro praktiky islámu. Prohlídka je zdarma pro muslimy a zpoplatněná pro ostatní.
V mešitě se nachází arabská restaurace s kuchyní ze zemí Maghrebu, čajovna, hammam (parní lázeň) a obchody s tradičními arabskými předměty.